# Laophonte sporadiensis
Laophonte sporadiensis is een eenoogkreeftjessoort uit de familie van de Laophontidae. De wetenschappelijke naam van de soort is voor het eerst geldig gepubliceerd in 1928 door Brian.